# Gary Husband
Gary Husband (født 14. juni 1960 i Leeds, Yorkshire, England) er en engelsk jazz- og rocktrommeslager  og pianist.
Husband er nok bedst kendt som fusionstrommeslager for Allan Holdsworth, men han har også spillet med  Level 42, John McLaughlin,  Jack Bruce, Robin Trower, Mike Stern, Gary Moore, Andy Summers, Jeff Beck og Mark King.
Husband er respekteret for sin alsidighed, på både trommer og klaver. 
Han har givet seminarer sammen med andre trommeslagere såsom Vinnie Colaiuta , Dennis Chambers og Omar Hakim.
Han har indspillet et par plader i eget navn både som pianist og trommeslager.